# Требушинне
Требуши́нне (рос. Требушинное) — село у складі Макушинського округу Курганської області, Росія. 
Населення — 361 особа (2010, 441 у 2002).
Національний склад станом на 2002 рік:
- росіяни — 95 %